# Pseudocheirinae
Gli Pseudocheirini (Pseudocheirinae Winge, 1893) sono una delle tre sottofamiglie in cui viene suddivisa la famiglia degli Pseudocheiridi. Comprende solamente undici specie, suddivise in tre generi.

## Descrizione
Gli Pseudocheirini hanno una grandezza compresa tra quella degli scoiattoli e quella delle martore (lunghezza testa-tronco 19-45 cm, lunghezza coda 17-37 cm). Hanno aspetto simile alla martora, con orecchie piccole e arrotondate e con la lunga coda prensile priva di peli, totalmente o soltanto nella parte inferiore.

## Tassonomia
- Genere Petropseudes (1 specie)
- Genere Pseudocheirus (2 specie)
- Genere Pseudochirulus (8 specie)